# Calonia signata
Calonia signata är en insektsart som beskrevs av Ball 1902. Calonia signata ingår i släktet Calonia och familjen dvärgstritar. Inga underarter finns listade i Catalogue of Life.